# Ciglean, Sălaj
Ciglean este un sat în comuna Creaca din județul Sălaj, Transilvania, România.